# Atelopus boulengeri
Atelopus boulengeri és una espècie d'amfibi pertanyent a la família dels bufònids i de la qual no hi ha registres des del 1984. El seu nom científic fa referència al biòleg anglobelga George Albert Boulenger, el qual va descriure 556 espècies d'amfibis i fou responsable de les col·leccions de peixos, amfibis i rèptils del Departament de Zoologia del Museu Britànic.
La longitud rostre-cloacal del mascle és de 40-48,6 mm, mentre que la de la femella és de 65.9. De l'alimentació, no se'n sap gaire, però hi ha el cas documentat d'una femella, prenyada, l'estómac de la qual contenia moltes formigues.
És un endemisme de l'Equador (províncies de Zamora-Chinchipe i Morona-Santiago, incloent-hi les serralades de Cutucú i del Cóndor, i els contraforts sud-orientals de la serralada Oriental) i es troba entre 800 i 2.000 m d'altitud en boscos molt humits amb el terra i els arbres coberts de molses.
Les seues principals amenaces són els fongs quítrids, el canvi climàtic, la desforestació (la vegetació natural del 45,3% de la seua àrea de distribució geogràfica ha estat destruïda en benefici de l'agricultura i la ramaderia intensives), les activitats mineres, la contaminació dels rierols i el creixement urbà.